# Gilles Lipovetsky

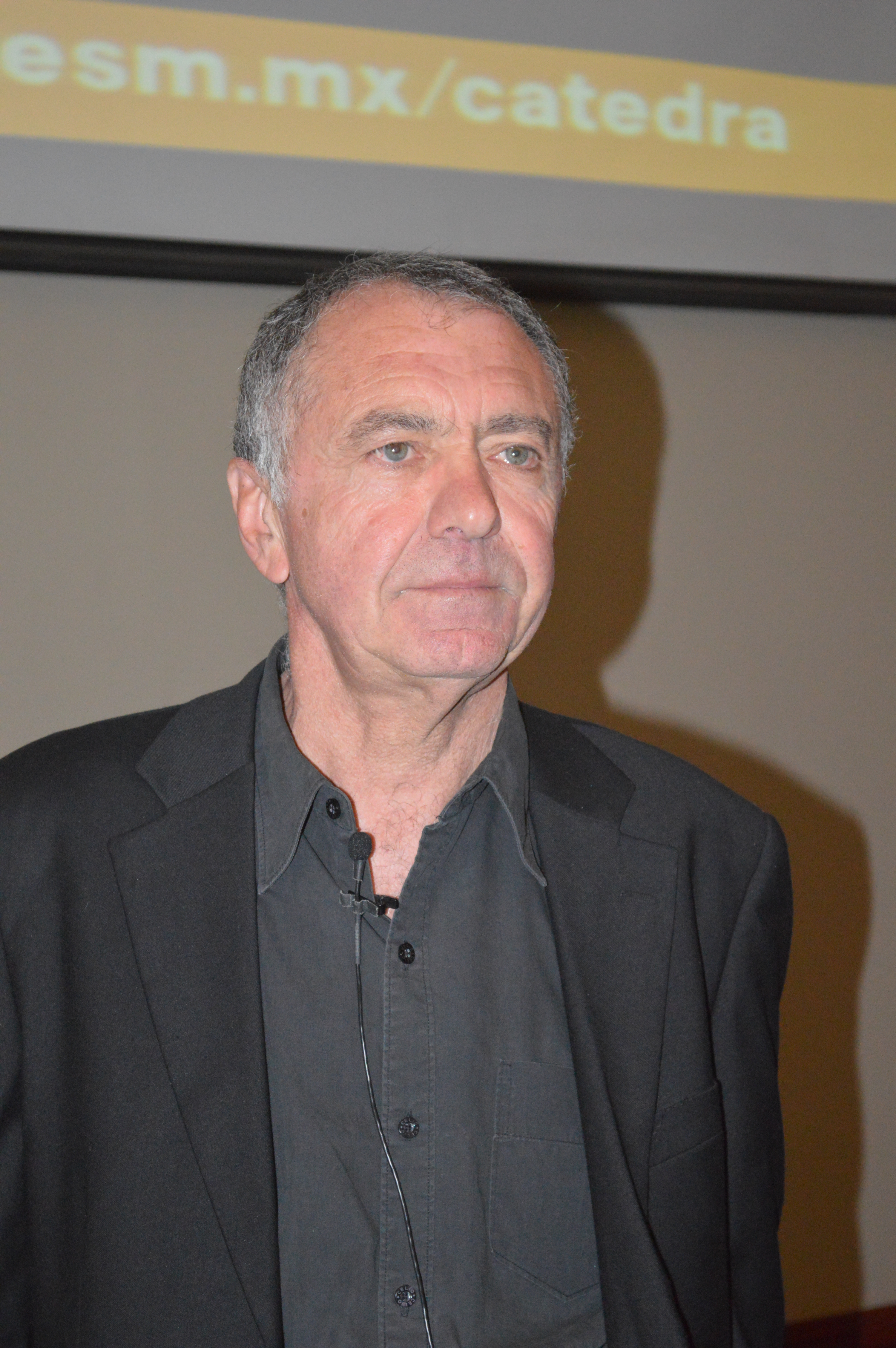
Gilles Lipovetsky (2013)

Gilles Lipovetsky (* 24. September 1944 in Millau, Frankreich) ist ein französischer Autor und Philosoph.
Nach dem Studium der Philosophie ist er Lehrer für Philosophie in Grenoble, Frankreich.
Er setzt sich in seinen Werken mit ethischen Fragestellungen (Indifferenz, Gedanken über die Versuchung, Wiederbelebung der gesellschaftlichen Werte, Geist der Verantwortung etc.) der zeitgenössischen Gesellschaft auseinander.

## Werke
- L'ère du vide. Essais sur l'individualisme contemporain. Gallimard, Paris 1983, ISBN 978-2-07026053-9.
- Deutsche Ausgabe: Narziß oder die Leere. Sechs Kapitel über die unaufhörliche Gegenwart. Europäische Verlagsanstalt, Frankfurt am Main 1985, ISBN 978-3-434-50070-4.
- L'empire de l'èphèmère. La mode et son destin dans les sociétés modernes. 1987
- Le crépuscule du devoir. Gallimard, Paris 1992, ISBN 978-2-07072821-3.
- La troisième femme. Permanence et révolution du fémini. 1997
- zusammen mit Elyette Roux: Le Luxe éternel. De l'âge du sacré au temps des marques. Gallimard, Paris 2003, ISBN 978-2-07071053-9.
- zusammen mit Sébastien Charles: Les temps hypermodernes. 2004
  - Englische Ausgabe: Hypermodern Times. Polity 2005, ISBN 978-0-74563420-3.